# Incendiile din Grecia din 2018
Pe 23 iulie 2018, zeci de incendii de vegetație au izbucnit în zonele din apropierea capitalei Greciei, cu două focare principale: unul la Kineta (circa 50 km vest de Atena) și altul la Rafina (30 km nord-est de Atena). Alimentate de vânturi cu viteze de până la 124 km/h, incendiile s-au propagat rapid, afectând întreaga zonă de coastă a regiunii Attica și provocând moartea a 91 de oameni. Acestea sunt cele mai grave incendii de vegetație din Grecia de la cele din 2007, când 84 de oameni au fost uciși în sudul peninsulei Peloponez și cele mai sângeroase din lume în secolul XXI, după incendiile din februarie 2009 din Australia, când 173 de oameni și-au pierdut viața.

## Incendii
Un prim incendiu a izbucnit într-o pădure de pini din apropiere de Kineta, o stațiune de la malul mării, aflată la 50 km vest de Atena. Flăcările s-au răspândit cu repeziciune, schimbându-și rapid direcția, propagate de vântul puternic și uscat. Două autostrăzi care leagă peninsula Peloponez de centrul Greciei au fost închise pe porțiuni de câte 20 km din cauza fumului care a redus vizibilitatea, dar și a flăcărilor care s-au apropiat periculos de șosea. Circulația trenurilor a fost, de asemenea, suspendată. Cel puțin 220 de pompieri au fost mobilizați, în timp ce cinci avioane și șapte elicoptere au ajutat la stingerea incendiului din aer.
Un al doilea incendiu s-a declanșat în după-amiaza aceleiași zile, la nord-est de Atena, în zona Penteli, cuprinzând orașul-port Rafina. Potrivit primarului Evangelos Bournous, 1.000 de case și 300 de vehicule au fost distruse de flăcări. Alte 50 de case au fost distruse în Neos Voutzas. Mati, sat aflat la aproximativ 30 km de Atena, a fost distrus în proporție de 98%. Locuitorii au fugit panicați către plaja din apropiere, unde mai mulți dintre ei au fost nevoiți să rămână timp de mai multe ore în apă pentru a se salva. Autoritățile au evacuat tabere de copii și au trimis garda de coastă să evacueze oamenii care se refugiaseră pe plajă. Incendiile au cauzat, de asemenea, pagube rețelelor de electricitate, de telecomunicații și de alimentare cu apă. În învălmășeala care a urmat, unii au putut sustrage obiecte de valoare din casele părăsite de proprietari în timpul incendiului. Astfel, pe 25 iulie, patru persoane cu vârste cuprinse între 22 și 26 de ani au fost arestate după ce au pătruns într-o casă din Neos Voutzas.
O serie de incendii mai mici care au izbucnit în zonele Agios Haralambos, Ano Kalamaki, Galota și Isthmia, lângă Canalul Corint, au fost parțial stinse în dimineața de 24 iulie.

## Victime
| Țară           | Morți | Răniți | Ref.   |
| -------------- | ----- | ------ | ------ |
| Grecia         | 87    | 185    |        |
| Polonia        | 2     | 0      | [ 17 ] |
| Irlanda        | 1     | 1      | [ 18 ] |
| Belgia         | 1     | 0      | [ 19 ] |
| Marea Britanie | 0     | 1      | [ 20 ] |
| Total          | 91    | 187    |        |

Până pe 29 iulie, autoritățile au confirmat moartea a 91 de oameni. Cele mai multe dintre victime au fost prinse în Mati, sat aflat la 40 km nord-est de Atena, și au murit în casele lor ori în mașini. Satul are în jur de 200 de locuitori, dar în timpul verii devine o destinație populară pentru greci și turiști din restul Europei. Aici, o echipă a Crucii Roșii a găsit în curtea unei vile 26 de trupuri carbonizate, aparent familii. Alte victime au fost găsite îmbrățișate pe plaja din Argyri, la aproximativ 30 m de mare. Cea mai mică victimă a fost un copil de șase luni al unui pompier mobilizat pentru stingerea focarelor, care a murit din cauza inhalării fumului. Trupurile a 10 victime – inclusiv cinci copii – au fost găsite în Neos Voutzas.
Alți 164 de adulți și 23 de copii au avut nevoie de îngrijiri medicale. Dintre aceștia, 82 au fost spitalizați cu arsuri sau probleme respiratorii, 10 în stare gravă. În jur de 40 de persoane au fost date dispărute.
În timpul evacuării cu bărcile a 45 de oameni dintr-un hotel din Mati, una dintre ele s-a scufundat. Toți cei 10 pasageri, printre care doi turiști polonezi, s-au înecat.

## Cauze
Focul a pornit simultan în 15 locuri, în păduri, de jur împrejurul Atenei. Rapiditatea cu care flăcările s-au extins spre zonele rezidențiale a fost pusă pe seama vântului care a atins la rafală 124 km/h – un record pentru ultimele opt veri. Specialiștii au calculat că fereastra de timp în care oamenii ar fi putut să fugă din calea flăcărilor a fost de numai 20 de minute. Topografia și microclimatul zonei, responsabile de crearea unor curenți puternici de-a lungul coastei, între Rafina și Nea Makri în particular, au avut un rol decisiv în întețirea vântului. Temperaturile caniculare de peste 40°C și lipsa precipitațiilor au uscat vegetația, iar unele specii au luat foc spontan.
O anchetă penală a fost deschisă asupra cauzelor izbucnirii focului, după ce a apărut ipoteza că unele ar fi putut fi declanșate de hoți care jefuiau case de vacanță nelocuite. Informația a fost confirmată de oficiali pe 27 iulie, invocând „indicii serioase” că incendiul a fost provocat. De asemenea, mass-media locală a speculat că în spatele incendiilor s-ar putea afla interese legate de specula imobiliară. Pe 26 iulie, primarul din Penteli, Dimitris Stergiou, a susținut că incendiul ar fi pornit de la un cablu de înaltă tensiune deteriorat.
Multe sate grecești se dezvoltă neorganizat – casele sunt adesea construite fără autorizație, care se obține apoi retrospectiv, fără ca prevederile acesteia să fie respectate integral. Dimitris Stathopoulos, șeful Federației Pompierilor din Grecia, declara:
„Din nefericire, această zonă (Mati) este construită haotic... oamenii nu au putut găsi o cale de ieșire pentru a se salva. (...) Majoritatea drumurilor sunt fundături... iar restul sunt foarte înguste.”
Un raport al departamentului pentru investigarea incendiilor al pompierilor greci (DAEE) sugerează că incendiile ar fi fost provocate din neglijență. Cauza ar fi un foc pus chiar de un localnic, care ar fi dat foc unor crengi în zona Daou Pendeli, însă flăcările s-au extins. Identitatea persoanei respective a fost stabilită de investigatori, dar nu a fost făcută publică. Bărbatul ar fi încercat să acopere urmele focului aruncând apă și pietre peste crengile carbonizate. Investigația a mai descoperit însă și alte două focare de incendiu, la marginea unui drum de țară. Martorii ar fi declarat că au văzut un individ care ar fi declanșat cele două incendii.

## Reacții
Prim-ministrul grec Alexis Tsipras și-a întrerupt vizita în Bosnia și Herțegovina și s-a întors de urgență în țară pentru a coordona operațiunile. Acesta a declarat trei zile de doliu național în memoria persoanelor decedate în urma incendiilor. La rândul ei, guvernatoarea Rena Dourou a declarat stare de urgență în regiunea Attica și a ordonat evacuarea comunităților afectate de incendii. Ministrul grec de interne, Panos Skourletis, a declarat că incendiile sunt o „tragedie națională” și „un dezastru de dimensiuni biblice”. Pescari, personal din cadrul Pazei de Coastă și turiști au intervenit cu ambarcațiuni pentru a salva 696 de persoane de pe plajele din zonă și 19 din mare. Autoritățile au mobilizat întreaga flotă de avioane de stins incendii a țării și au trimis peste 600 de pompieri și 250 de autospeciale pentru a lichida cele două focare. Guvernul grec a solicitat altor țări europene elicoptere și echipaje de pompieri pentru a face față incendiilor. Acesta a aprobat un fond de 20 de milioane de euro pentru a răspunde nevoilor imediate ale oamenilor și localităților afectate de incendii.
Mecanismele de stat luate prin surprindere și lipsa unui plan pentru situații de urgență au fost considerate de ofițerii în exercițiu și în rezervă ai Serviciului de Pompieri drept principalele cauze ale tragediei de la Mati. Opoziția a acuzat guvernul de aroganță și de eșec absolut în ce privește apărarea vieților oamenilor. De cealaltă parte, autoritățile au declarat că flăcările s-au extins atât de repede, încât în unele cazuri evacuarea a fost imposibilă. Dimitris Tzanakopoulos, purtătorul de cuvânt al Guvernului declara:
„Fenomenul a durat o oră și jumătate și... la un oraș de 20 de mii de oameni, este nevoie de o anumită perioadă de timp, peste 5–6 ore, să fie evacuat. Poate chiar o zi întreagă. Era omenește imposibil să închei și un asemenea plan, nici măcar nu poți să îl pornești.”
Christos Stylianides, comisarul UE pentru ajutor umanitar, a declarat că blocul comunitar va lua măsuri pentru a-și îmbunătăți răspunsul la dezastrele naturale care au fost exacerbate de schimbările climatice.

### Asistență internațională
- Guvernul albanez a oferit Greciei 100.000 de euro din rezerva bugetului de stat pe 2018.[53]
- O misiune de 45 de oameni de la pompieri, departamentul silvic, apărare civilă și serviciul de ambulanță, aflată la bordul unei aeronave grecești C-130, a sosit din Cipru în zona afectată de incendii.[54] De asemenea, printr-o decizie a Consiliului de Miniștri din 25 iulie, Cipru a aprobat acordarea a 10 milioane de euro ajutor pentru victimele și zonele afectate de incendii.[55]
- Italia a trimis Greciei două avioane de stins incendii Canadair.[56]
- Macedonia a oferit Greciei 6 milioane de denari (sau 100.000 de euro) ca ajutor de urgență.[57]
- Ministerul de Interne al Portugaliei a pus la dispoziție 50 de pompieri din cadrul FEB pentru a ajuta la stingerea incendiilor.[58]
- România a pus la dispoziția Greciei un avion C-27 J Spartan configurat pentru stingerea incendiilor și o aeronavă C-130 Hercules pentru sprijin logistic, precum și un total de 20 de militari.[1]
- Guvernul spaniol a trimis două avioane amfibii pentru a ajuta la stingerea incendiilor.[59]
- Luând în calcul posibilitatea ca incendiile să fi fost provocate intenționat, autoritățile de la Atena au solicitat SUA drone „pentru observarea și detectarea tuturor activităților suspecte”.[60]

Oferte de asistență în stingerea incendiilor au venit și din partea Armeniei, Australiei, Bulgariei, Croației, Franței, Germaniei, Israelului, Lituaniei, Maltei, Muntenegrului, Poloniei, Rusiei, Serbiei și Turciei.